# Palais royal de l'Almudaina
Pour les articles homonymes, voir Almudena.
Le palais de l’Almudaina est un palais et une des résidences du roi d'Espagne situé à Palma à côté de La Seu. 

## Historique
Un alcazar est construit sous le règne du Califat Almohades de Cordoue, sur une ancienne construction romaine. Sous les Almoravides, on ajoute à ce bâtiment un second rectangle parfait flanqué de quatre tours carrées, et on élève une cinquième tour qui devient sous les rois de Majorque « la tour de l'ange ». Il est alors connu sous le nom de « Zuda »[réf. nécessaire].
De la construction Émirale et Almoravide ne subsiste que le bâtiment principal, au centre de La Almudaina, fortement transformé. Celui-ci était entouré d'une muraille sur la mer, au sud et à l'ouest, laquelle était probablement défendue par deux tours disparues. Une partie de cette enceinte subsiste ainsi que les bases des deux tours liées par un mur et percées d'un arc en plein cintre de 18 mètres de diamètre, qui permettait à des navires d'entrer à l'intérieur de la muraille et d'accéder à une darse (bassin intérieur). La mer entrait alors à l'intérieur du château et remontait à l'intérieur des terres.
Cet alcazar est le noyau défensif de la Medina et la résidence du pouvoir politique de l'île à l'époque musulmane. D'après le Llibre dels fets, l'alcazar est un lieu de résistance à la conquête de Majorque catalane de 1230 et un refuge lors des tueries qui s'ensuivent
Au début du XIVe siècle, l'Alcazar est reconstruit par Jacques II de Majorque et ses descendants. Il en change substantiellement l'architecture et la destination en prenant modèle sur le palais des rois de Majorque de Perpignan (les travaux s'étendent de 1281 à 1343),. Durant la première moitié du XVIe siècle, Charles Ier d'Espagne fait construire le dernier étage qui divise en deux le grand salon.